# Pál Szekeres
Pál Szekeres est un escrimeur (valide puis handisport) et homme politique hongrois, né le 22 septembre 1964 à Budapest. Membre du Fidesz, il est élu député européen lors des élections européennes de 2024.

## Biographie

### Carrière sportive
Pál Szekeres participe à l'épreuve de fleuret par équipe lors des Jeux olympiques d'été de 1988 à Séoul et remporte avec ses partenaires hongrois Zsolt Érsek, István Szelei, István Busa et Róbert Gátai la médaille de bronze. Il se classe vingt-huitième de l'épreuve individuelle de fleuret.
Un accident de la route en 1991 l'oblige à utiliser un fauteuil roulant ; il se lance donc dans l'escrime handisport. Aux Jeux paralympiques d'été de 1992 à Barcelone, il remporte la médaille d'or en fleuret, devenant le premier à être médaillé des Jeux olympiques et des Jeux paralympiques. Il reste le seul à avoir été médaillé aux Jeux olympiques comme athlète puis aux Jeux paralympiques comme parathlète car les deux autres médaillés aux Jeux olympiques puis aux Jeux paralympiques (le Britannique Craig MacLean depuis 2012 et le Français François Pervis depuis 2021) ont été médaillés aux Jeux paralympiques comme pilotes de parathlètes déficients visuels et non comme parathlètes. En 1996, à Atlanta, il est sacré champion paralympique en sabre et en fleuret. En 2000, à Sydney, il est médaillé de bronze au sabre. Il remporte une médaille de bronze en fleuret aux Jeux paralympiques d'été de 2008 à Pékin. Il est le seul athlète médaillé à la fois lors des Jeux olympiques et des Jeux paralympiques. 

### Carrière politique
En 2024, lors des élections européennes, il est élu député européen sur la liste Fidesz–KDNP. 